# 유비온
(주)유비온(UBION)은 교육에 정보 통신 기술(ICT)을 접목하여 학습의 효율성과 효과성을 증진시키는 에듀테크(EdTech) 전문 기업이다. 주요 사업은 학습 관리 시스템(LMS)을 개발하여 납품 및 서비스하는 에듀테크 소프트웨어 사업과 온오프라인 교육 서비스 사업이다.(주)유비온은 교육에 정보 통신 기술(ICT)을 접목하여 학습의 효율성과 효과성을 증진시키는 에듀테크(EdTech) 전문 기업이다. 주요 사업은 학습 관리 시스템(LMS)을 개발하여 납품 및 서비스하는 에듀테크 소프트웨어 사업과 온오프라인 교육 서비스 사업이다.
대표 제품은 학습 관리 패키지 솔루션 제품인 ‘코스모스(Coursemos)’이다. ‘코스모스’ 상표로 제공되는 이 제품은 학습 관리 시스템(LMS)을 중심으로 역량 관리, 상담 관리, 진로 취업 지원, e-portfolio, Learning library, 교육 인증 관리, 교육 지원, 비교과 시스템 등이 통합된 패키지 솔루션으로서, 표절 관리 시스템, 강의 녹화 시스템, 전자 교탁/칠판 시스템, 저작 도구, 화상 강의 시스템, 전자 출결 시스템 등 다양한 학습 도구들이 연계된 학습 플랫폼이다.

## 연혁
(주)유비온의 전신은 2000년 1월 데이터베이스 및 온라인 정보 제공업을 목적으로 설립된 (주)예지네트이다.
2000년 6월 금융교육을 전문으로 하는 와우패스(www.wowpass.com)를 출시하면서 동영상 서비스를 중심으로 하는 이러닝을 국내에 최초로 선보였다. 같은 해 11월 국내 최초로 동영상 강좌를 노동부 고용보험환급과정으로 인정받고 주요 금융권을 대상으로 하는 기업교육을 시작했다. 12월에는 사이버연수원 솔루션을 개발했다.
2001년 1월 주택은행, 교보증권 사이버연수원을 개설했다. 12월에는 중소기업청으로부터 기술벤처기업 인증을 획득했다. 
2002년 3월 변리사 전문학원 패튼스쿨(patent school)을 인수했다. 10월에는 공인중개사 수험용 사이트인 랜드스쿨 닷컴(www.landschool.com)을 오픈했다. 같은 해 12월 금융교육센터, 공인중개사 학원, 변리사 학원 등 오프라인 교육센터 3개를 보유하였다.
2003년 1월 고시교육(사법고시, 행시, 외시, 변리사 수험용) 고시닷컴(www.gosi.com)을 오픈했다. 
2004년 4월 회사명을 예지네트에서 (주)유비온으로 변경했으며, 8월에는 중소기업청으로부터 기술혁신형 중소기업(Inno-biz)으로 선정되었다. 
2006년 2월 플래시(Flash) 미디어 서버를 이용한 학습관리 시스템을 개발하고, 플래시(Flash) 동영상 스트리밍 서비스를 실시했다. 10월에는 랜드스쿨 부천 본원(부동산 교육센터)을 설립했다. 
2007년 1월 부설연구소인 '유비온 금융부동산 연구소'를 설립하고, 3월에는 경영전문 서적 <버냉키노믹스>를 출간했다.
2008년 1월 근로자 수강지원금 및 능력개발카드 사이트(selfedu.ubion.co.kr)를 오픈했다. 7월에는 역사교양서 <고조선을 딛고서 포스트 고조선으로>를 출간했다. 2009년 4월 온라인 금융특화 MBA인 WOWMBA (www.wowmba.com)를 오픈했으며, 9월에는 이러닝 콘테스트 솔루션 부문에서 최우수상(교육과학기술부 장관상)을 수상했다.
2010년 3월 조선일보교육미디어와 금융MBA 온라인교육 사이트(www.chosunmba.com)를 오픈했다.
2011년 5월 서비스경영시리즈 를 출간했다. 
2012년 1월 학점은행 사이트인 유비온 원격평생교육원(www.iubion.com)을 오픈하고, 교육과학기술부로부터 학점은행 원격교육기관 인증을 획득했다. 3월에는 유비온 북서비스(www.book-service.co.kr)를 오픈하고, 4월에는 베리타스고시학원(노량진 공무원수험학원)을 인수합병했다. 11월에는 노동부 훈련기관 평가에서 7년 연속 A등급(전체훈련기관 1등으로 A등급)을 획득했다.
2012년 ‘사우디아라비아 ARAMCO KACWC 사업’ 수주를 시작으로 본격적으로 해외 교육ODA사업에도 진출했다. 
2013년 4월 비정형학습(Informal Learning) 플랫폼인 'NH지식채움플러스'를 오픈하고, 같은해 콜롬비아 ICT 교육역량 강화 사업(EDCF) 수주를 했다.
2014년 1월 주식을 코넥스시장에 상장했다. 
2015년 1월 금융경제연구소, 취업적성연구소를 신설했다. 10월에는 공인중개사 무료강의 무크랜드(MoocLand)를 오픈했다. 또한 10월 도쿄에서 열린 Japan e-Learning Awards 에서 코스모스 (COURSMOS)가 이러닝 솔루션 글로벌 부문에서 수상했다. 
2017년 10월 고용노동부의 국민내일배움카드를 활용한 온라인교육 서비스인 와우패스 내일배움카드(hrd.wowpass.com) 서비스를 오픈했다. 해외에서는 2017년 베트남 하노이 개방대학교 개선사업과 2018년 우즈베키스탄 타슈켄트 정보통신대학교(TUIT) 통합교육정보화 시스템 구축 및 보급사업을 연이어 수주하여 빅 프로젝트에 강한 면모를 드러냈다.
2019년 12월 임재환 대표이사가 SW산업발전 유공자 대통령 표창을 받았다. 
2020년 3월 코로나19로 맞이한 비상 상황에서 초중고 온라인개학을 가능하게 한 EBS 온라인클래스를 개발해 운영했다. 
2020년 7월 교육부 이러닝 세계화(ODA) LEAD 이노베이션 기업 위촉되어 해외 진출의 교두보를 마련했다.
2021년 5월 고용노동부 주관 K-Digital Training 운영 기관으로 선정되었으며, K-Digital Credit’ 과정 승인을 받았다. 11월 과학기술정보통신부 디지털 뉴딜 성과 우수기업으로 선정되어 한국인터넷진흥원장 표창을 수상했다.
2022년 6월 나이지리아 초∙중학교의 멀티미디어 교육 환경을 개선하고, 교육 역량을 강화하기 위한 용역 계약 사업을 수주했다. 2022년 11월 18일, 코넥스시장에서 코스닥시장으로 이전 상장했다. 2022년 12월 한국무역협회가 주관하는 제59회 무역의 날 기념식에서 ‘300만불 수출의 탑’을 수상했다
2023년 1월에는 고용노동부 훈련기관 평가에서 '5년인증 우수훈련기관' 을 획득과 동시에 Zoom 최상위 ‘퍼포먼스 파트너’로 선정 되었다. 유비온의 기술력을 기반으로 사업 확장을 위해 7월 네이버클라우드와  ‘하이퍼클로바X’ 기반 서비스 개발을 위한 MOU 체결하고, 11월 EBS와 미래교육 및 글로벌 진출 협력을 위한 MOU를 체결했다. 2023년 7월 생성형AI 활용 인공지능 학습 도우미인 ‘AI튜터’ 베타 서비스를 출시했다. 같은해 11월 고용노동부 주관 ‘워라밸 실천 우수기업’으로 선정됐다
2024년 1월 제25회 IRO 대회 AI자율주행 종목 주니어·시니어 부문에서 자사제품인 딥러닝 기반 자율주행 자동차형 교구 ‘딥코 봇’으로 출전한 참가자가 우승을 차지했다. 1월 와우패스의 모든 과정을 1년 동안 무제한 수강할 수 있는 패키지 상품인 와우패스 풀패키지를 론칭했다. 2024년 4월 EBS와 ' GREAT MINDS (그레이트 마인즈) 플랫폼'을 리뉴얼 오픈했다. 
2024년 에듀테크학회 춘계학술대회에서 유비온 임재환 대표이사가 에듀테크 산업 개척에 기여한 공로를 인정받아 ‘에듀테크 대상’을 수상했다. 7월 유비온이 '2024 고등교육 에듀테크 소프트랩 실증 기업'에 최종 선정되었다. 
2024년 8월 유비온의 온라인 교육 플랫폼 와우패스가 와우패스의  주요 과정 교재 14종을 PDF 형식으로 변환해 태블릿 PC에서 열람하고 필기할 수 있는 ‘AI 디지털 북 서비스’를 런칭했다.
2024년 8월 유비온 원격평생교육원이 인공지능(AI) 학습지원도구 '유비콕' 베타 서비스를 오픈했다.

## 상장
2000년 예지네트로 설립되었으며 2004년 현재 사명으로 변경하였다
2014년 코넥스 시장에 상장되었으며 2022년 11월 18일 공모가 2천 원, 시초가 1850원에 코스닥 시장에 상장하였다

## 투자
2013년 1주당 단가는 1910원에 8억원 가량을 투자했던 아주IB투자는 투자금 회수할 것으로 예상된다 모비데이즈가 유비온의 5% 지분을 2023년 8월에 취득하였다.

## 같이 보기
- 에듀테크
- 모비데이즈

## 참고문헌
1. ↑  이병화, 신한투자증권 유비온 2022년 12월 1일[깨진 링크(과거 내용 찾기)]
2. ↑  예지네트 社名 ‘유비온’으로 변경 外, 동아일보, 2004-04-06
3. ↑  김명희, 유비온, 코스닥 이전 상장... "2027년 매출 1000억원 달성 목표", 전자신문, 2022-10-18
4. ↑  정희경, 에듀테크 기업 유비온 상장 첫날 주가 장중 공모가 밑돌아, 비지니스포스트, 2022-11-18
5. ↑  이명관, 아주IB투자, 유비온 투자 10여년 만에 엑시트 가시화, 더벨, 2022-10-17
6. ↑  이기림, 모비데이즈, 유비온 지분 5% 취득…'에듀테크 시너지' 기대, 뉴스1, 2023-08-17